# Jacques de Villiers
Jacques Le Jolis de Villiers de Saintignon, né le 14 novembre 1913 à Nancy et mort le 28 janvier 2000 à La Roche-sur-Yon, est un résistant, chef d'entreprise et homme politique français.
Chef de la famille Le Jolis de Villiers, il est le père de Philippe, Pierre, Bertrand et Emmanuel de Villiers.

## Biographie

### Carrière militaire
Officier[réf. nécessaire], il sert notamment au 151e régiment d’infanterie sous le commandement de Jean de Lattre de Tassigny, alors colonel. Il est fait prisonnier au camp de Lübeck au début de la Seconde Guerre mondiale après avoir sauvé un officier juif, mais réussit à s'évader. À la fin de la guerre, il est lieutenant et décoré de la croix de guerre 1939-1945.
Il reçoit par la suite la croix du combattant volontaire, la médaille des évadés et la médaille de la Résistance.

### Carrière politique
Installé en Vendée après son mariage, Jacques de Villiers est maire de Boulogne de 1947 à 1983. Il innove en développant le métier des pressings dans l'ouest de la France. Il est également conseiller général du canton des Essarts, vice-président du Conseil général de la Vendée de 1973 à 1987, conseiller régional des Pays de la Loire jusqu’en mars 1992. Il guide les premiers pas de son fils en politique.
À la fin de la guerre d’Algérie, Jacques de Villiers est impliqué dans les activités de l’OAS (réseau OAS-Ouest dirigé par Horace Savelli), ce qui lui vaut une période d’incarcération.
L’Association pour la défense des intérêts moraux et matériels des anciens détenus et exilés politiques de l’Algérie française, qui maintient le souvenir de l’OAS, revendique Jacques de Villiers parmi ses « camarades » disparus.

### Mariage
Jacques Le Jolis de Villiers épouse Edwige Marie-Thérèse d’Arexy (née le 1er juillet 1925 à Nantes et morte le 23 juin 2006 à Boulogne), de son mariage naissent cinq enfants. Parmi eux, on compte l'homme politique Philippe de Villiers, le général Pierre de Villiers et l'homme d'affaires Bertrand de Villiers.
Au XXe siècle, les d’Arexy, sont des notables du village de Boulogne, auquel ils donnent deux maires : Joseph, de 1922 à 1938, et Guy (1918-1976), de 1943 à 1947.
Joseph d’Arexy (1885-1938) est cependant un nouveau venu en Vendée puisqu’il est originaire du sud de la France. Officier de cavalerie, il est aussi connu comme aviateur. En 1906, il épouse à Joué-sur-Erdre (Loire-Atlantique) Anne-Marie Le Gualès de Mézaubran (1889-1958), sœur d'Adolphe Le Gualès de Mézaubran, dont le père, Adolphe, sera maire de Boulogne en 1912.
Après un court intermède de 1919 à 1922, Joseph d’Arexy prend la succession de son beau-père. En 1943, à la suite du décès du maire en place depuis 1938, Guy d’Arexy est nommé à ce poste par le régime de Vichy ; il est élu lors des élections de 1945, mais aux suivantes, en 1947, il laisse la place à son parent par alliance, Jacques de Villiers.

## Décorations
- Croix de guerre 1939–1945
- Médaille de la Résistance française[réf. nécessaire]
- Croix du combattant volontaire de la guerre de 1939–1945
- Médaille des évadés
- Chevalier de l'ordre du Mérite agricole

## Origines familiales
Né en Lorraine, Jacques Le Jolis de Villiers y est élevé par la famille de sa mère, les Saintignon, famille de maîtres de forges, dans laquelle il est officiellement adopté, son patronyme devenant : « Le Jolis de Villiers de Saintignon ». Par cette famille, sa descendance est issue d’Angélique de Froissy, fille naturelle de Philippe d’Orléans, régent de 1715 à 1723, et de Charlotte Desmares (1682-1753), tragédienne de la Comédie-Française.